# NSU Typ 110
De NSU Typ 110 was een personenauto uit de compacte middenklasse die door de Duitse autofabrikant NSU van 1965 tot 1973 geproduceerd werd. Vanaf 1967 werd de wagen als NSU 1200 aangeboden.

## Typ 110, Typ 110 S en Typ 110 SC
De NSU Typ 110 werd voorgesteld op het Autosalon van Frankfurt in 1965 en was op dat ogenblik het topmodel van NSU. De wagen was gebaseerd op de NSU Prinz 1000 maar had een langere wielbasis en een langere neus waardoor er aanzienlijk meer ruimte was in het interieur en in de kofferbak vooraan.
Visueel was de Typ 110 gemakkelijk te onderscheiden van de kleinere Prinz 1000 door zijn rechthoekige koplampen en het grote chromen voorpaneel dat op een radiatorrooster leek. Het interieur kreeg een meer luxueuze uitstraling door het gebruik van een houtfineerstrip, een aangepast dashboard en een nieuw ventilatie- en verwarmingssysteem.
Net als de Prinz 1000 TT werd de Typ 110 aangedreven door een achterin gelegen luchtgekoelde viercilinder motor van 1085 cm³, die een vermogen leverde van 39 kW (53 pk). In tegenstelling tot de Prinz 1000 die standaard met schijfremmen vooraan was uitgerust, waren deze alleen tegen meerprijs verkrijgbaar op de Typ 110.
Vanaf 1966 werden twee bijkomende uitrustingsvarianten Typ 110 S en Typ 110 SC aangeboden met een 44 kW (60 pk) motor van 1177 cm³. Deze versies hadden een ander dashboard en zijopeningen in de carrosserie die extra frisse lucht naar de motor kanaliseerden.

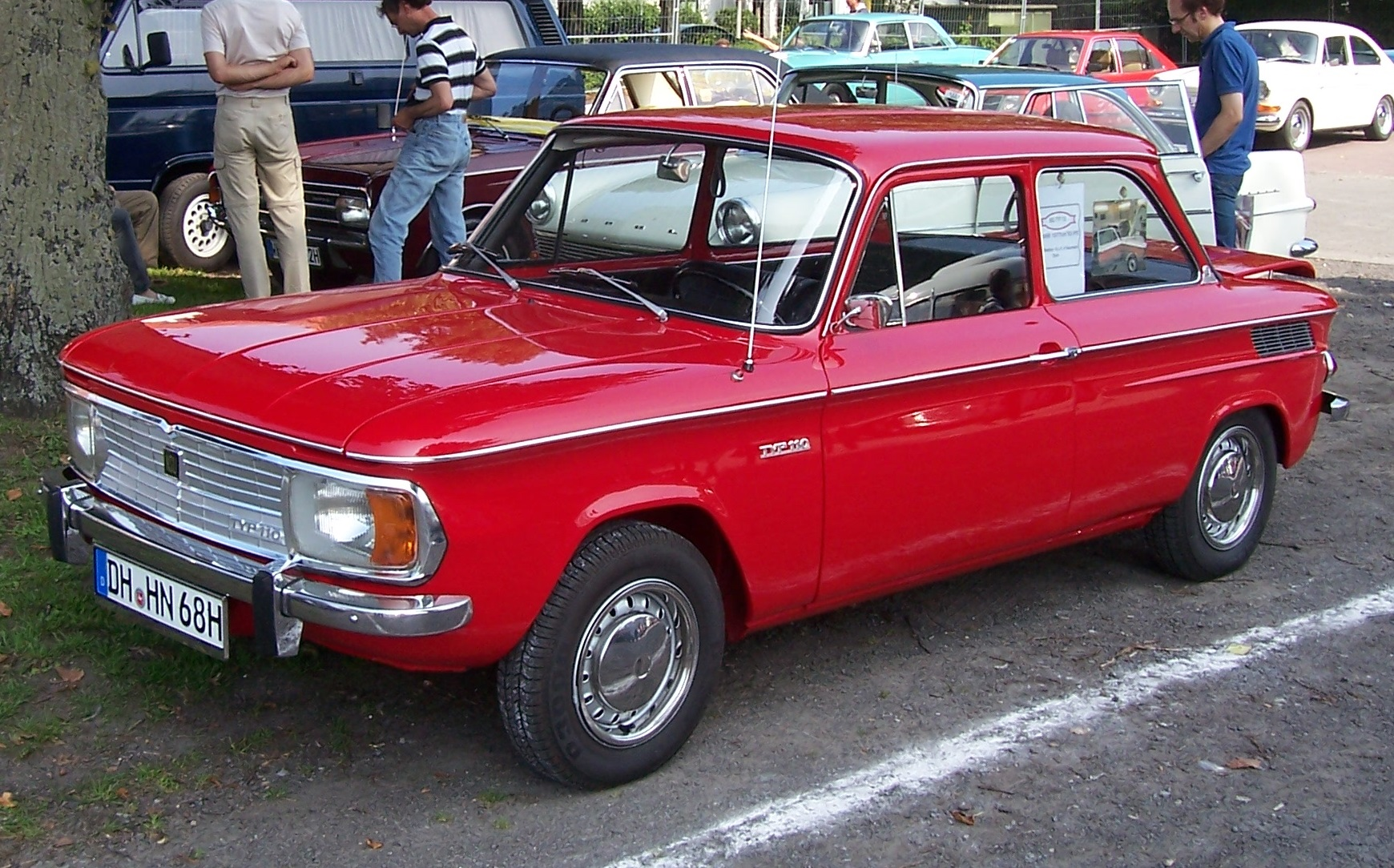
NSU Typ 110
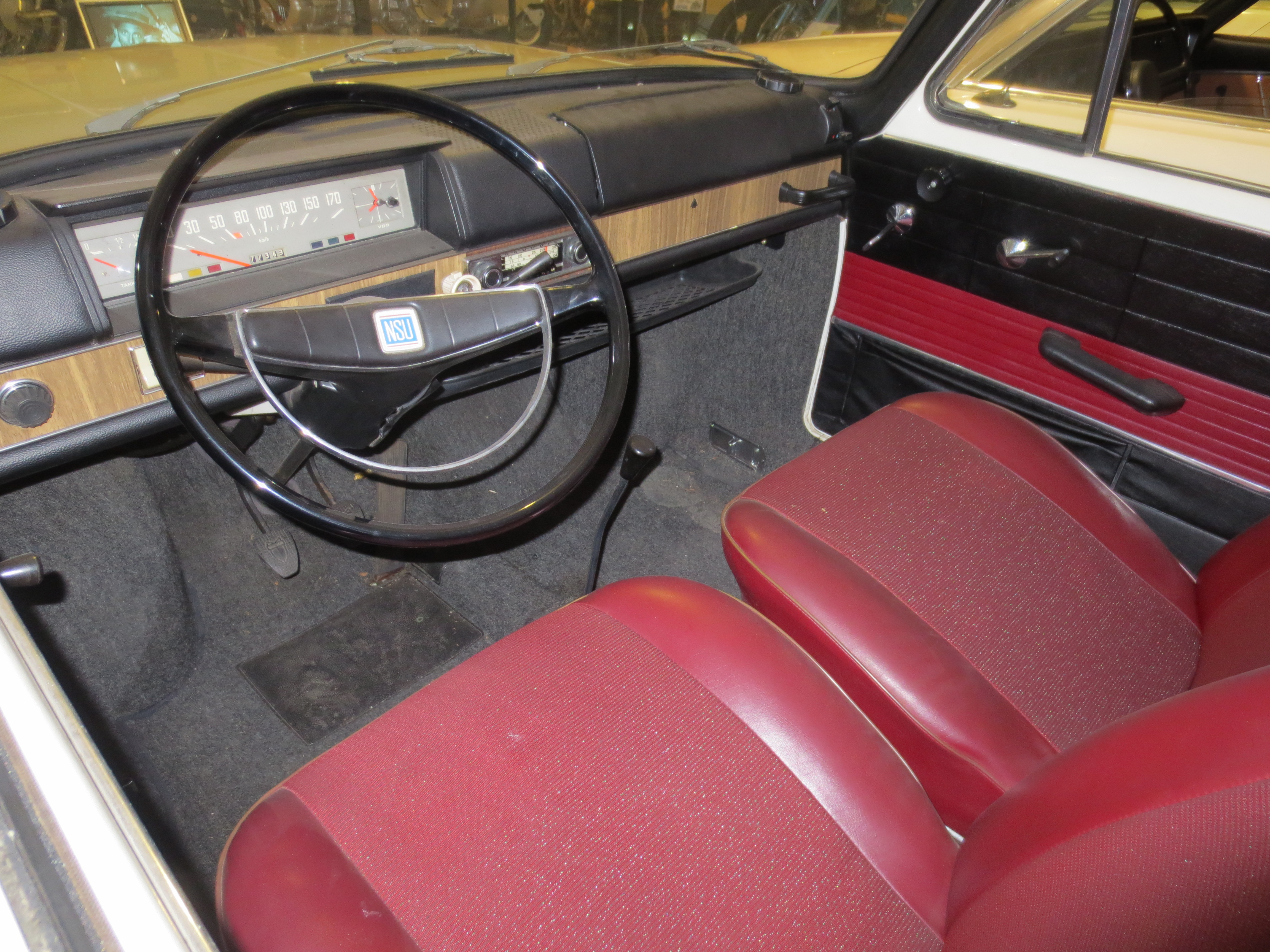
NSU Typ 110 interieur

## 1200 en 1200 C
In 1967 vereenvoudigde NSU het modellengamma en kregen sommige modellen een nieuwe naam. De NSU Typ 110 heette voortaan NSU 1200 en werd onder die naam nog tot 1973 aangeboden. Het motorvermogen van de 1,2L motor werd gereduceerd tot 40 kW (55 pk). Desondanks leverde de kleine sedan puike prestaties met een topsnelheid van 145 km/u en een sprint van 0 naar 80 km/u in 9,8 seconden. Bij hoge snelheden werd de motor echter heel luidruchtig, wat te wijten was aan de luchtkoeling en het ontbreken van geluidsisolatie.
Een unieke eigenschap van de wagen was het reparatiegemak, omdat ervoor gezorgd was dat de belangrijkste onderdelen gemakkelijk konden vervangen worden. Een zinkcoating onderaan gaf de wagens een degelijke roestbescherming. Bovendien moesten de wagens slechts elke 7500 km een onderhoudsbeurt krijgen, terwijl in die tijd voor de meeste auto's een onderhoudsinterval van 5000 km standaard was.

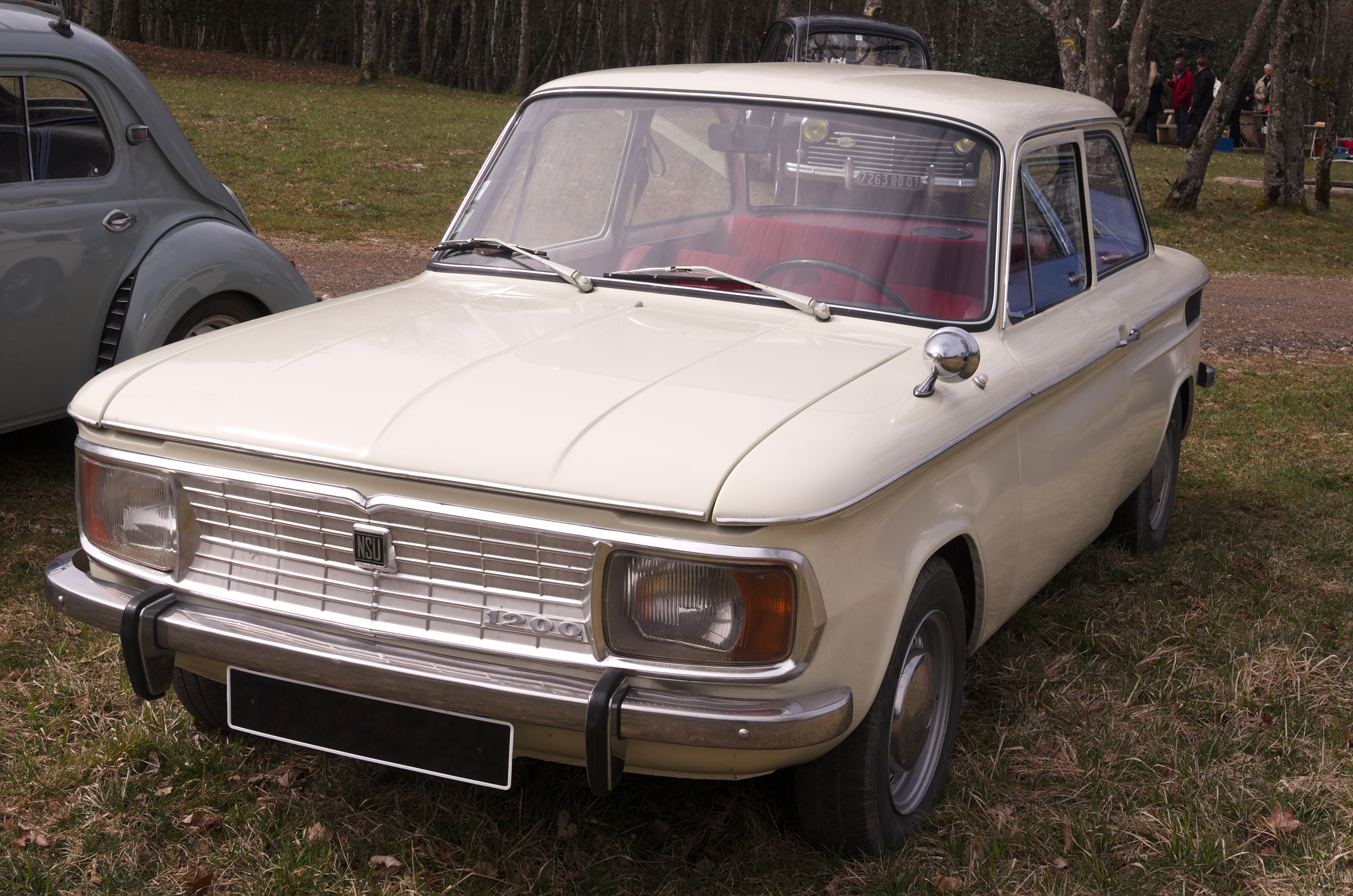
NSU 1200 C
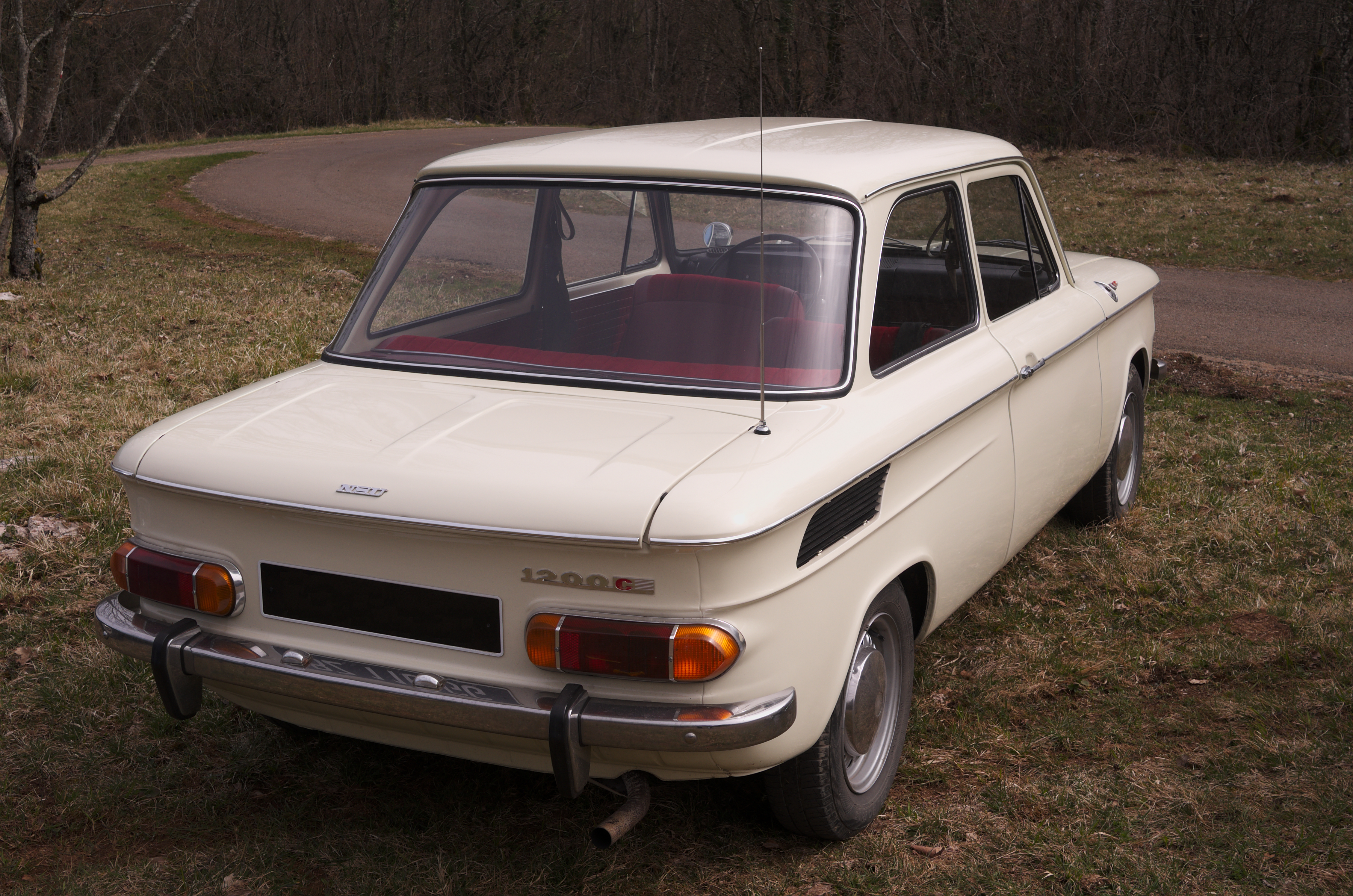
NSU 1200 C, achteraanzicht
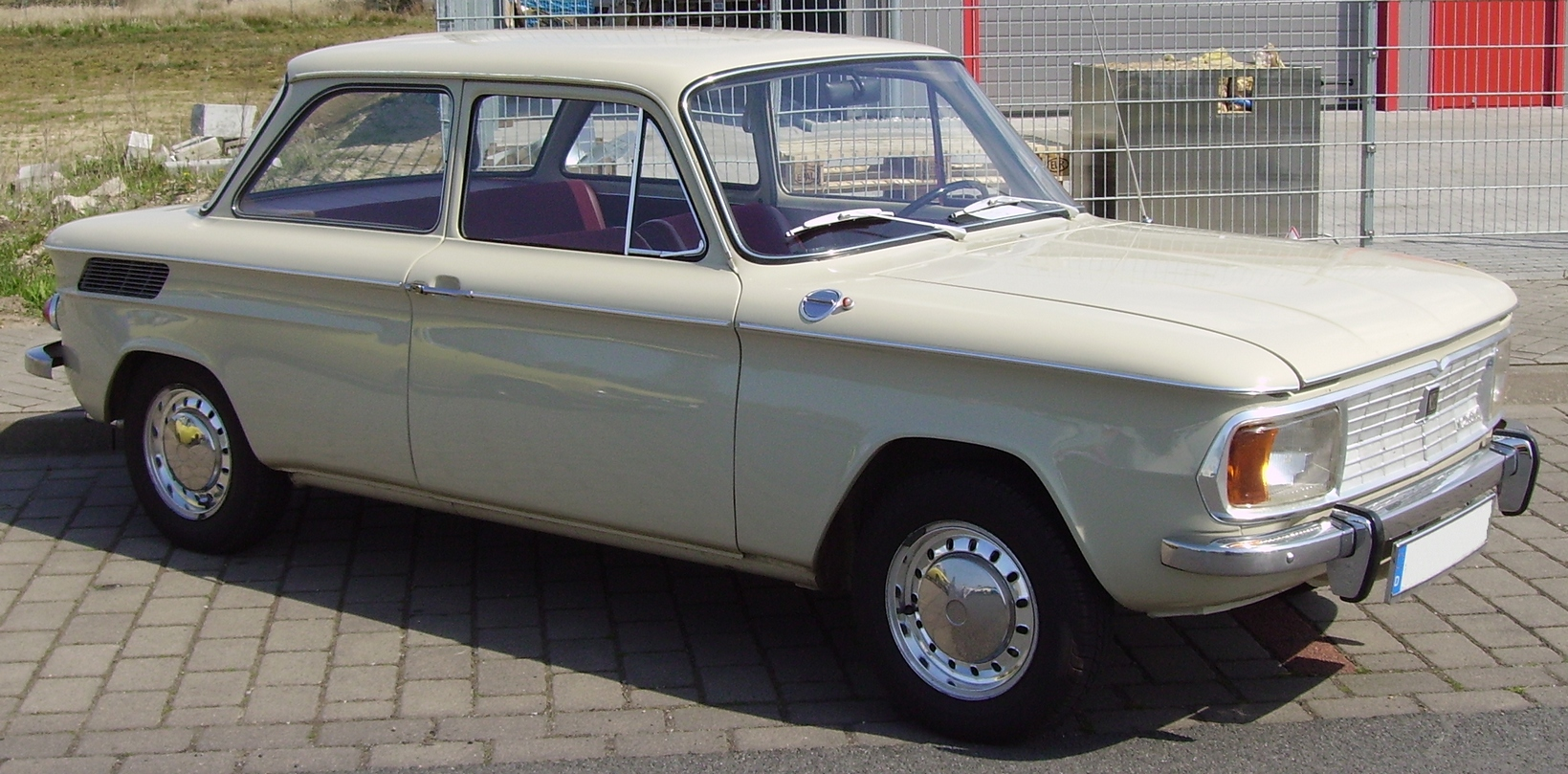
NSU 1200 C, zijaanzicht
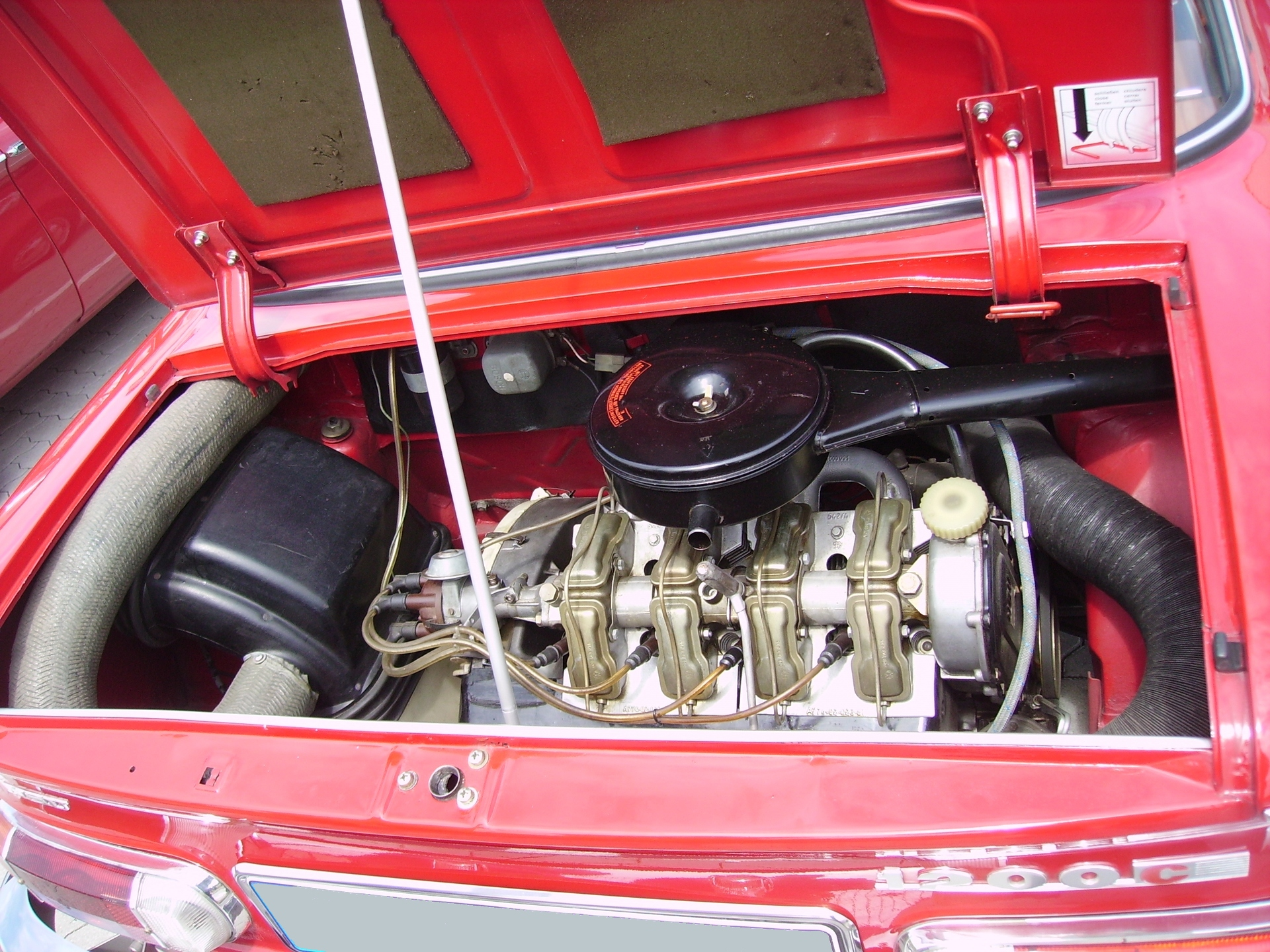
NSU 1200 C heckmotor